# Pakabsidia carinthiaca
Pakabsidia carinthiaca is een keversoort uit de familie soldaatjes (Cantharidae). De wetenschappelijke naam van de soort werd in 1973 gepubliceerd door Wittmer.